# ایرانیان پاکستان
شمار نامعلومی ایرانی در پاکستان زندگی می‌کنند؛ بیشتر آن‌ها در کراچی و لاهور و کویته هستند.
بیشتر ایرانیان پاکستان بلوچ اند و دانشجو، دانش آموز و برخی پناهجو هستند.

## ایرانیان نامدار در پاکستان
- نصرت بوتو مادر بی نظیر بوتو
- آقاخان سوم
- بانو عبدالله هارون یا نصرت خانوم
- حسین هارون سفیر پیشین پاکستان در آمریکا
- حامد هارون
- زیبا بختیار بازیگر، مجری و کارگردان سریال‌های تلویزیونی
- محمد علی شیهاکی پادشاه موزیک پاپ پاکستان
- یوسف‌رضا گیلانی نخست وزیر و رییس جمهور سابق پاکستان که ریشه ایرانی دارد از نسل عارف معروف گیلانی شیخ زاهد می باشد.